# Victor Pilon
 (mai 2020).
Si vous disposez d'ouvrages ou d'articles de référence ou si vous connaissez des sites web de qualité traitant du thème abordé ici, merci de compléter l'article en donnant les références utiles à sa vérifiabilité et en les liant à la section « Notes et références ».
Victor Pilon est le codirecteur artistique (avec Michel Lemieux) de la compagnie de spectacle multidisciplinaire Lemieux Pilon 4D Art. Il est à la fois metteur en scène, scénographe et concepteur visuel. Ses spectacles ont été vus partout dans le monde. Avec Michel Lemieux, ils ont développé une technologie de projections virtuelles permettant de projeter des images, sur scène, sans support apparent. Ils ont aussi créé et mis en scène des spectacles à grand déploiement pour divers événements d'envergure et ont créé plusieurs œuvres à caractère muséologique.

## Biographie
Au cours de sa carrière, Victor Pilon a été photographe, metteur en scène, scénographe et concepteur visuel, portant souvent plusieurs chapeaux pour une  même création. Très tôt, on l'a qualifié de créateur multidisciplinaire.
Sa carrière a commencé en 1983 à Montréal, comme photographe. Il a fait ses études à l'Université d'Ottawa où il a complété un baccalauréat en arts visuels avec une spécialisation en photographie.
En 1990, il fait la rencontre de Michel Lemieux qui avait déjà une carrière enviable sur les scènes canadiennes et étrangères en tant que performeur multimédias. Constatant qu'ils avaient des visions artistiques complémentaires, ils ont uni leurs talents afin de créer la compagnie Michel Lemieux Victor Pilon Créations, qui deviendra plus tard Lemieux Pilon 4D Art. En tant que codirecteur artistique et concepteur, le premier spectacle qu'il a créé avec Lemieux a été Voix de passage en 1990. Ont suivi Grand Hôtel des Étrangers, Pôles, Orféo, Anima, La Tempête, NORMAN et La Belle et la Bête. Tous ces spectacles ont été présentés en tournées internationales.
En plus des créations faites au sein même de la compagnie, il a aussi été, avec Michel Lemieux, directeur artistique et metteur en scène de plusieurs événements à grand déploiement comme le spectacle DELIRIUM pour le Cirque du Soleil, Soleil de Minuit pour les 25e anniversaire du Festival international de jazz de Montréal et le 20e anniversaire du Cirque du Soleil et Starmania Opéra, la première version lyrique de la célèbre comédie musicale de Luc Plamondon et Michel Berger.
En tant que photographe officiel de la famille royale britannique au Canada, il a couvert plus de 30 de leurs visites ainsi que celles de plusieurs autres chefs d'État pour le gouvernement québécois et le gouvernement canadien.
Les archives de Victor Pilon sont conservées au sein du fonds Lemieux Pilon 4D Art (P1004) qui est conservé au centre BAnQ Vieux-Montréal de Bibliothèque et Archives nationales du Québec.

## Réalisations en collaboration avec Michel Lemieux
2021 – Sisyphe : une performance marathon de Victor Pilon
Performance de 182 heures au Stade olympique de Montréal, inspirée de l'essai Le Mythe de Sisyphe d'Albert Camus.
2014 – Territoires Oniriques - 30 ans de création scénique
Installation médiatique dans le cadre d'art contemporain au Musée des Beaux-Arts de Montréal 1er mai au 31 août 2014
2014 – Icare
Texte de Olivier Kemeid. Une production Lemieux Pilon 4D Art en coproduction avec Théâtre du Nouveau Monde.
2013 – Continuum
Une brève mais intense expérience immersive de 23 minutes. Une odyssée à travers les beautés et les forces de l’espace, de l’infiniment petit à l’infiniment grand. Un poème cosmique, au son de l’envoûtante musique symphonique extraite du catalogue de Philip Glass, sur le lien qui nous unit avec l’univers. Au Planetarium Rio Tinto Alcan et Espace pour la vie jusqu'au 2 novembre 2014.
2011 – La Belle et la Bête 

Texte de Pierre Yves Lemieux. Une production Lemieux Pilon 4D Art en coproduction avec Théâtre du Nouveau Monde.
2008 – Starmania Opéra 
 
De Luc Plamondon et Michel Berger. Une coproduction de L'Opéra de Montréal et de l'Opéra de Québec.
2007 – NORMAN 

Créé avec la participation de Peter Trosztmer. Une production de Lemieux Pilon 4D Art en collaboration de l’ONF. Une coproduction de la Place des Arts, Montréal, de Scène Québec du Centre national des arts d'Ottawa, de Luminato Toronto Festival of Arts and Creativity et l'Espace Jean Legendre de Compiègne en France.
2006 – DÉLIRIUM 

Production du Cirque du Soleil.
2005 – La Tempête 

En collaboration avec Denise Guilbault. Une production de Lemieux Pilon 4D Art en coproduction du Théâtre du Nouveau Monde.
2004 – Soleil de minuit 

Une coproduction du Festival international de jazz de Montréal et du Cirque du Soleil.
2003 – Les Planètes 

Production télévisuelle produite par Amérimage Spectra et diffusée par Radio-Canada et la CBC.
2002 – Anima 

En collaboration avec Johanne Madore. Une production de Lemieux Pilon 4D Art.
2000 – Translucide 

Œuvres permanentes au Palais des Congrès de Montréal. En collaboration avec Jean-François Cantin et Martin Leblanc de Nomade. Gagnant du concours 1 %.
Ceci est une Sphère  / This is a Sphere 

Spectacle dans le cadre de Montréal en Lumière.
1999 – Harmonie 2000  /  Harmony 2000 

Spectacle produit par le Centre national des Arts d’Ottawa pour le Casino de Hull.
Océan d’espoir / Ocean of Hope 

Direction artistique et réalisation en collaboration avec Design Communication inc. Spectacle permanent  présenté au musée Pier 21.
1998 – Orféo 

Une production de Lemieux Pilon 4D Art en coproduction du John F. Kennedy Centre, de Washington, le Centre national des Arts, d’Ottawa, et l’Usine C, de Montréal.
1997 – Voyage dans le temps / Time Voyage 

En collaboration Design Communication inc., du spectacle multimédia permanent présenté au centre d’interprétation de la Cité de l’énergie.
1996 – Pôles 

En collaboration avec Pierre-Paul Savoie et Jeff Hall. Une production de Lemieux Pilon 4D Art et P.P.S. Danse.
1995 – ADISQ 

Direction artistique et mise en scène du spectacle de l’ADISQ pour la télévision de Radio-Canada.
Hommage à la musique du Cirque du Soleil 

Production du Festival international de jazz de Montréal.
La Route des Étoiles / Reach for the Stars 

En collaboration avec Design Communication inc. Spectacle multimédia présenté au Cosmodôme de Laval.
1994 – Grand Hôtel des Étrangers 

Une production de Lemieux Pilon 4D Art. Spectacle multimédia de poésie virtuelle, d’après la poésie de Claude Beausoleil.
Territoire Intérieur — « À mille lieux » 
  
Conception et direction d’une installation vidéo.
1993 – Feux Sacrés / Act of Faith 

Fresque multimédia présentée à la Basilique Notre-Dame de Québec.
Territoire Intérieur — « À mille lieux » 

Conception et direction d’une installation vidéo.
1992 – Têtes Chercheuses 

Performance multidisciplinaire dans le cadre du 25e anniversaire du Centre Saidye Bronfman.
UZEB au Festival international de jazz de Montréal 

Événement spécial du Festival international de jazz de Montréal avec le groupe Uzeb.
La Nuit de Montréal 

Grand défilé de nuit pour l’ouverture des célébrations du 350e anniversaire de Montréal en collaboration avec Richard Balckburn. Télédiffusé par Radio-Canada.
Territoire Intérieur — « À mille lieux » 

Conception et direction d’une installation vidéo.
Naïf, de Michel Rivard 

Conception du spectacle de tournée de Michel Rivard, scénographie, mise en scène. Gagnant du Félix du meilleur metteur en scène.
1991 – In Mid Air 

Spectacle multidisciplinaire réalisé avec Exploration Theatre dans le cadre du Festival 2000 du Hong Kong Art Centre.
1990 – Voix de passage / Free Fall 

Une production de Lemieux Pilon 4D Art. Spectacle multidisciplinaire de tournée de Michel Lemieux.
Le Souffle de Pythagore 

En collaboration avec la danseuse Heather Mah et le chorégraphe Pierre-Paul Savoie.

## Prix et nominations
- 2022 – Grand Prix du Conseil des arts de Montréal pour Sisyphe - une performance marathon de Victor Pilon[12]
- 2018 – Chevalier de l'Ordre de Montréal[7]
- 2015 – Compagnon de l'Ordre des arts et des lettres du Québec
- 2014 – Chevaliers de l'Ordre national du Québec Michel Lemieux et Victor Pilon
- 2013 – Officiers de l’Ordre du Canada pour Michel Lemieux et Victor Pilon
- 2011 – Prix Gascon-Roux de la meilleure  création et mise en scène, du meilleur décor et des meilleurs éclairages pour LA BELLE ET LA BÊTE
- 2010 – Journal de Montréal : DÉLIRIUM et STARMANIA, L’OPÉRA parmi les 10 meilleurs spectacles de la décennie
- 2008 – Angel Award pour l'excellence artistique du spectacle NORMAN décerné par le journal britannique The Argus
- 2007 – Nomination au Grand Prix des arts du Conseil des Arts de Montréal pour NORMAN
- 2005 – Masque de la contribution spéciale pour le concept multimédia de LA TEMPÊTE décerné par l’Académie québécoise du théâtre
- 2005 – Prix Gascon-Roux de la meilleure mise en scène, des meilleurs éclairages et de la meilleure conception sonore pour LA TEMPÊTE
- 2005 – Prix du mérite technique de l’Institut canadien des technologies scénographiques pour LA TEMPÊTE
- 2004 – Nomination au Félix de la meilleure bande sonore pour ANIMA
- 2000 – Gagnant : intégration des arts à l’architecture et l’environnement du nouveau Palais des Congrès de Montréal
- 2000 – Nomination au Masque de la contribution spéciale pour les projections virtuelles et scéniques du spectacle ORFÉO
- 1998 – Grand Prix Graffika pour la conception du site Internet www.4dart.com
- 1992 – Récipiendaire d’un Félix pour la mise en scène du spectacle Naïf, de Michel Rivard
- 1990 – Nomination au Félix de la meilleure mise en scène pour VOIX DE PASSAGE

### Sources
: document utilisé comme source pour la rédaction de cet article.
- Hélène Jacques, « Dans la caverne d'Anima : Entretien avec Michel Lemieux et Victor Pilon », Revue de théâtre,‎ mars 2003